# Onsi Sawiris
Onsi Sawiris (* 2. Januar 1930 in Sohag; † 29. Juni 2021 in el-Guna) (auch Unsi Sawires, arabisch أنسي ساويرس, DMG Unsī Sāwīris) war ein ägyptischer Geschäftsmann und Gründer der größten ägyptischen Firmengruppe Orascom. 

## Leben
Onsi Sawiris war Sohn eines Rechtsanwalts aus Oberägypten. Während seines Studiums der Landwirtschaft oder Ingenieurwissenschaft gründete er 1950 mit Freunden eine Baufirma und machte zunächst ein Vermögen. Nach dem Militärputsch in Ägypten 1952 unter Führung von Gamal Abdel Nasser und der Einführung des arabischen Sozialismus wurde Sawiris 1961 enteignet und seine Bauunternehmen verstaatlicht. Sawiris gründete in Libyen eine neue Baufirma, die er nach der Machtübernahme durch Muammar al-Gaddafi verlor.
1972 kehrte er nach Ägypten zurück und gründete mit fünf Angestellten Orascom. Die Unternehmensgruppe ist engagiert in der Tourismus-Entwicklung, der Telekommunikation, in der Baubranche und in anderen Geschäftsfeldern. Onsi Sawiris gehörte in den 1990er Jahren zu den regimenahen Unternehmern, die von der Wirtschaftspolitik des ägyptischen Staatspräsidenten Husni Mubarak profitierten. „Durch inoffizielle Verbindungen zu politischen Entscheidungen hatten sie einen privilegierten Zugang zu öffentlichen Aufträgen“, heißt es in einer Studie von 2007 der Berliner Stiftung Wissenschaft und Politik (SWP). Außerdem konnten diese Unternehmer „Privatisierungsentscheidungen zu ihren Gunsten beeinflussen“, berichtete die SWP. Ergebnis: „Unternehmerfamilien wie den Sawiris […] gelang es, in vielen Wirtschaftszweigen nahezu eine marktbeherrschende Stellung aufzubauen.“
Mitte der 1990er, als das international agierende Orascom-Konglomerat die größte Privatfirma in Ägypten war, zog sich Sawiris aus dem operativen Geschäft zurück und teilte das Familienimperium auf seine Söhne auf.
Ende Juni 2021 starb er im Alter von 91 Jahren.

## Privatleben
Sawiris war praktizierender koptischer Christ. Er hatte drei Söhne:
- Naguib (* 1954) studierte Maschinenbau an der ETH Zürich; gilt als ehrgeizigster und risikofreudigster der Brüder; übernahm mit Global Telecom den Bereich Telekommunikation.
- Samih (* 1957) verkaufte als 16-Jähriger in den Schulferien Bootsmotoren, studierte an der TU Berlin und baute währenddessen in Ägypten eine Bootsfabrik auf, die 10 Jahre lang, bis zur Aufhebung von Importbeschränkungen, florierte; übernahm mit Orascom Hotel and Development den Bereich Tourismus und gründete unter anderem den Ferienort El Gouna („Lagune“) am Roten Meer und in der Schweiz das Andermatt Swiss Alps.
- Nassef (* 1961) studierte an der Universität Chicago und übernahm mit OCI den Bereich Zementproduktion und Bau.

Das Vermögen der Sawiris-Familie wurde 2019 von Forbes auf mindestens 10 Milliarden US-Dollar geschätzt.